# اسرار (فیلم ۱۹۹۲)
«اسرار» (انگلیسی: Secrets) یک تله‌فیلم آمریکایی درام به کارگردانی پیتر اچ. هانت است که در سال ۱۹۹۲ منتشر شد. از بازیگران آن می‌توان به کریستوفر پلامر اشاره کرد.